# Braian Toledo
Braian Ezequiel Toledo (ur. 8 września 1993 w Marcos Paz, zm. 27 lutego 2020 tamże) – argentyński lekkoatleta specjalizujący się w rzucie oszczepem.
Pierwszy w historii mistrz igrzysk olimpijskich młodzieży do lat 18. Dwukrotny nieoficjalny rekordzista świata juniorów młodszych w rzucie oszczepem o wadze 700 gramów (84,85 oraz 89,34 w 2010). Wielokrotny medalista mistrzostw Argentyny w różnych kategoriach wiekowych, aktualny rekordzista kraju (82,90 w 2015).

## Kariera

### Początki
Wychowywał się jednopokojwym mieszkaniu z matką i dwoma młodszymi braćmi. Początkowo grał w piłkę nożną, która jest najbardziej popularnym sportem w Argentynie. Lekkoatletykę zaczął uprawiać w wieku 12 lat. Mając 15 lat odniósł międzynarodowy sukces – w 2008 roku zdobył w Limie brązowy medal mistrzostw Ameryki Południowej juniorów młodszych. W kolejnym sezonie najpierw zdobył we Włoszech brązowy medal mistrzostw świata juniorów młodszych, później został wicemistrzem Ameryki Płd juniorów oraz wygrał mistrzostwa panamerykańskie juniorów.
Sezon 2010 rozpoczął od dwukrotnego ustanowienia nieoficjalnego rekordu świata juniorów młodszych w rzucie oszczepem o wadze 700 gramów – 14 lutego w Buenos Aires rzucił 84,85 i poprawił rekord Rosjanina Walerija Iordana z 2009 roku, który wynosił 83,02; 6 marca uzyskał jeszcze lepszy rezultat rzucając 89,34. Latem 2010 – po zwycięstwie w kwalifikacjach Ameryki Południowej – został w Singapurze pierwszym w historii zwycięzcą igrzysk olimpijskich młodzieży w rzucie oszczepem. Na koniec roku wywalczył w Santiago złoty medal mistrzostw Ameryki Południowej juniorów młodszych.

### 2011–2012
W swoim debiucie w seniorskiej imprezie – w maju 2011 na mistrzostwach Ameryki Południowej w Buenos Aires – zajął czwarte miejsce. W drugiej części sezonu zwyciężył w panamerykańskich mistrzostwach juniorów oraz zdobył złoto juniorskich mistrzostw Ameryki Południowej. Na koniec 2011 – ustanawiając nowy rekord Argentyny – zdobył brązowy medal igrzysk panamerykańskich przegrywając tylko z Kubańczykiem Guillermo Martínezem i Amerykaninem Cyrus Hostetlerem.
3 maja 2012 – na początku ostatniego sezonu kariery juniorskiej – poprawił własny rekord Argentyny osiągając w Buenos Aires rezultat 79,73. Podczas mistrzostw ibero-amerykańskich zajął piąte miejsce. Znalazł się w składzie reprezentacji Argentyny na mistrzostwa świata juniorów w Barcelonie – podczas tej imprezy zdobył srebrny medal przegrywając jedynie z reprezentantem Trynidadu i Tobago Keshornem Walcottem. Kilka dni po mistrzostwach ustanowił w miejscowości Manresa rekord Argentyny seniorów oraz juniorski rekord Ameryki Południowej wynikiem 79,87. W swoim olimpijskim debiucie, na igrzyskach w Londynie odpadł w eliminacjach. Poprawiając rekord imprezy zdobył we wrześniu 2012 złoty medal młodzieżowych mistrzostw Ameryki Południowej.

### 2013
Latem 2013 zdobył pierwszy w karierze medal (brązowy) mistrzostw Ameryki Południowej.

## Osiągnięcia
| Rok  | Impreza                                            | Miejsce             | Lokata            | Wynik | Źródła        |
| ---- | -------------------------------------------------- | ------------------- | ----------------- | ----- | ------------- |
| 2008 | Mistrzostwa Ameryki Południowej juniorów młodszych | Lima                | 3. miejsce        | 60,41 | [ 6 ] [ 24 ]  |
| 2009 | Mistrzostwa świata juniorów młodszych              | Bressanone          | 3. miejsce        | 73,44 | [ 7 ] [ 24 ]  |
| 2009 | Mistrzostwa Ameryki Południowej juniorów           | São Paulo           | 2. miejsce        | 69,63 | [ 8 ]         |
| 2009 | Mistrzostwa panamerykańskie juniorów               | Port-of-Spain       | 1. miejsce        | 69,84 | [ 9 ]         |
| 2010 | Igrzyska olimpijskie młodzieży                     | Singapur            | 1. miejsce        | 81,78 | [ 24 ] [ 25 ] |
| 2010 | Mistrzostwa Ameryki Południowej juniorów młodszych | Santiago            | 1. miejsce        | 85,32 | [ 12 ] [ 24 ] |
| 2011 | Mistrzostwa Ameryki Południowej                    | Buenos Aires        | 4. miejsce        | 71,05 | [ 13 ]        |
| 2011 | Mistrzostwa panamerykańskie juniorów               | Miramar             | 1. miejsce        | 76,40 | [ 14 ]        |
| 2011 | Mistrzostwa Ameryki Południowej juniorów           | Medellín            | 1. miejsce        | 74,04 | [ 15 ]        |
| 2011 | Igrzyska panamerykańskie                           | Guadalajara         | 3. miejsce        | 79,53 | [ 26 ]        |
| 2012 | Mistrzostwa ibero-amerykańskie                     | Barquisimeto        | 5. miejsce        | 72,35 | [ 17 ]        |
| 2012 | Mistrzostwa świata juniorów                        | Barcelona           | 2. miejsce        | 77,09 | [ 19 ]        |
| 2012 | Igrzyska olimpijskie                               | Londyn              | el. – 30. miejsce | 76,87 | [ 21 ]        |
| 2012 | Młodzieżowe mistrzostwa Ameryki Południowej        | São Paulo           | 1. miejsce        | 78,49 | [ 22 ]        |
| 2013 | Mistrzostwa Ameryki Południowej                    | Cartagena de Indias | 3. miejsce        | 75,33 | [ 23 ]        |
| 2014 | Igrzyska Ameryki Południowej                       | Santiago            | 5. miejsce        | 72,52 |               |
| 2014 | Młodzieżowe mistrzostwa Ameryki Południowej        | Montevideo          | 1. miejsce        | 77,75 |               |
| 2015 | Mistrzostwa Ameryki Południowej                    | Lima                | 2. miejsce        | 79,34 |               |
| 2015 | Igrzyska panamerykańskie                           | Toronto             | 4. miejsce        | 77,68 |               |
| 2015 | Mistrzostwa świata                                 | Pekin               | 10. miejsce       | 80,27 |               |
| 2016 | Mistrzostwa ibero-amerykańskie                     | Rio de Janeiro      | 4. miejsce        | 78,53 |               |
| 2016 | Igrzyska olimpijskie                               | Rio de Janeiro      | 10. miejsce       | 79,81 |               |
| 2017 | Mistrzostwa Ameryki Południowej                    | Asunción            | 1. miejsce        | 79,93 |               |
| 2017 | Mistrzostwa świata                                 | Londyn              | el. – 28. miejsce | 75,29 |               |

## Rekordy życiowe
| Sprzęt        | Rezultat | Data                  | Miejsce       | Uwagi                                                          |
| ------------- | -------- | --------------------- | ------------- | -------------------------------------------------------------- |
| Oszczep 700 g | 89,34    | 6 marca 2010(dts)     | Mar del Plata | najlepszy w historii wynik na świecie wśród juniorów młodszych |
| Oszczep 800 g | 83,32    | 24 sierpnia 2015(dts) | Pekin         | rekord Argentyny                                               |